# رادنی ویلیامز
رادنی ویلیامز (انگلیسی: Rodney Williams؛ زادهٔ ۲ نوامبر ۱۹۴۷) یک سیاست‌مدار اهل آنتیگوا و باربودا است